# Dena Schlosser
Dena Laettner Schlosser (nacida en 1969) es una mujer de Texas que el 22 de noviembre de 2004 utilizó un cuchillo para amputar los brazos de su hija de once meses, Margaret, que murió como consecuencia de ello. La policía de Plano respondió a una llamada al 9-1-1 hecha por trabajadores preocupados de una guardería local que habían hablado con ella ese mismo día. La operadora testificó que se lo confesó y que la canción evangélica "He touched me" sonaba de fondo. Cuando la policía llegó, la vieron sentada tranquilamente, cubierta de sangre, sosteniendo el cuchillo y cantando himnos cristianos.
Horas después de su arresto, la policía la oyó cantar repetidamente: "Gracias, Jesús. Gracias, Señor".

## Primeros años
A la edad de ocho años, Dena Laettner fue diagnosticada con hidrocefalia. Tuvo ocho cirugías para implantar derivaciones en su cerebro, corazón y abdomen antes de cumplir los 13 años. Sus compañeros de escuela se burlaban de su cabeza afeitada. Se graduó en el Marist College de Poughkeepsie, Nueva York, con una licenciatura en psicología.
Conoció a su futuro marido, John Schlosser, cuando ambos eran estudiantes en los Maristas. Ella se graduó en los Maristas, pero él no. Finalmente se mudaron a Texas, donde él no le permitió trabajar.

## La muerte de Margaret
El día después de que Margaret naciera, Dena  intentó suicidarse, fue hospitalizada en un pabellón psiquiátrico y se le diagnosticó un trastorno bipolar con características psicóticas.   Había sido investigada a principios de ese año por el Servicio de Protección Infantil de Texas después de haber sido hospitalizada por un episodio psicótico. El Servicio de Protección Infantil ordenó que no podía estar sola con sus hijos. Su cuñada vino a vivir con ellos hasta que el Servicio de Protección Infantil levantó la orden.
Llegó a creer que Margaret estaba destinada a casarse con Doyle Davidson, un veterinario que se había convertido en su pastor evangélico. El día antes de atacar a Margaret, Dena le dijo a su marido que quería dársela a Davidson. Más tarde ese día, según un informe confidencial del Servicio de Protección Infantil, Dena la golpeó con una cuchara de madera delante de sus hijos.
El psicólogo David Self testificó que Dena le habló sobre una inquietante noticia que había visto, que se refería a un niño que había sido mutilado por un león y ella lo interpretó como un signo del apocalipsis que se avecinaba. Dena dijo que escuchó a Dios ordenándole que cortase los brazos de Margaret y luego se cortase los suyos propios.
Hirió mortalmente a Margaret, mientras que no dañó a sus otras dos hijas.
El ataque fue descrito más tarde como un "frenesí religioso".
Autodeterminó que sufría de psicosis posparto.
Fue declarada inocente por razones de locura e internada en el Hospital Estatal del Norte de Texas y se le ordenó permanecer allí hasta que se considerase que ya no era una amenaza para ella misma o para los demás.
Allí fue compañera de habitación de Andrea Yates, una mujer de Texas que había ahogado a sus cinco hijos en una bañera.
Durante el juicio, se llamó mucho la atención sobre Dena y su marido que asistían a la Iglesia Agua de Vida, una iglesia carismática dirigida por el pastor Doyle Davidson. Ella había estado tomando medicamentos antipsicóticos durante varios años antes de la muerte de Margaret. El pastor Davidson, basándose en la Biblia, creía que toda enfermedad mental provenía de Satanás y esta creencia llevó en parte al marido de Dena a no comprarle los medicamentos regularmente.
Bajo juramento, el pastor Doyle Davidson testificó que, en su opinión, todas las enfermedades mentales son demoníacas en el fondo.
Debido a la protesta de los espectadores después del juicio, el programa religioso de televisión del pastor Davidson fue cancelado en todas partes fuera del Metroplex.
Después del arresto de Dena, sus hijos fueron recogidos por el Servicio de Protección de Menores y mantenidos en un hogar de crianza. El esposo de Dena fue sometido a una evaluación psicológica, donde se le diagnosticó «rasgos de personalidad narcisista».
El informe psicológico también declaró que no hizo lo suficiente para proteger a sus hijas de su esposa enferma mental. El Servicio de Protección de Menores dijo que sólo le permitirían recuperar la custodia de las niñas con la condición de que su hermana viviera con la familia, y se le exigió que completara una psicoterapia y recibiera clases de crianza. Se comprometió y recuperó a las niñas en su casa. Posteriormente solicitó el divorcio. Como parte del acuerdo de divorcio, se le prohibió a Dena tener contacto con él o sus hijas de nuevo.[cita requerida]
El 6 de noviembre de 2008, se anunció que Dena sería dada de alta en breve con atención ambulatoria. La orden exigía que viera a un psiquiatra una vez por semana, tomara medicamentos, tomara anticonceptivos aprobados por el médico y no tuviera ningún contacto no supervisado con niños.
En abril de 2010, se informó de que Dena volvió a reincidir después de que los bomberos de Richardson la vieran caminando por la calle a las 2 a. m. Su abogado, David Haynes, dijo que pensaba que el juez había tomado la decisión correcta.
Dena fue dada de alta más tarde como paciente externa. Estuvo fuera de la atención pública hasta 2012, cuando la WFAA-TV de Dallas informó que Dena trabajaba bajo su nombre de soltera, Laettner, en un Walmart en Terrell. En pocas horas la despidieron.

## En los medios

### Televisión
- Dena apareció brevemente en el documental de 2005 "El Dios que no estaba allí", que es crítico con el cristianismo.

- También hay un segmento sobre el caso de Schlosser en la serie/documentalen Las verdaderas mujeres asesinas (Deadly Women), en el episodio 6 de la Temporada 7 (2013).[13][14]